# Jean-Jacques Olier

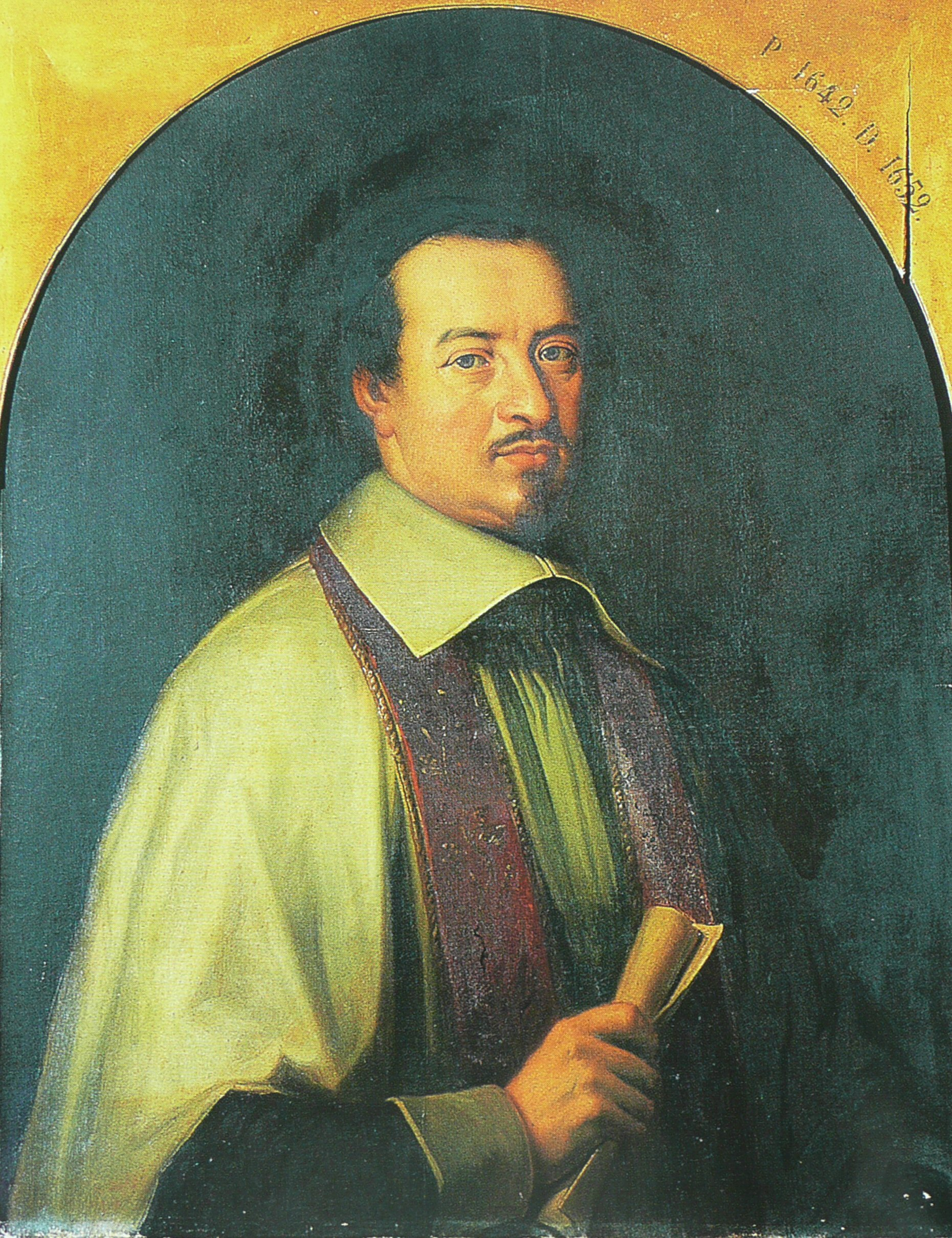
Portret van Jean-Jacques Olier

Jean-Jacques Olier (Parijs, 20 september 1608 – aldaar, 2 april 1657) was een Frans priester die de Sulpicianen (Societas Presbyterorum a Sancto Sulpicio) stichtte.
Hij werd in 1642 pastoor van de parochie van Sint Sulpicius in Parijs, waar hij een priesterseminarie oprichtte (vandaar de benaming Sulpicianen).
Hij schreef de Lettres spirituelles.